# Austribalonius horridus
Austribalonius horridus is een hooiwagen uit de familie Podoctidae. De wetenschappelijke naam van Austribalonius horridus gaat terug op Forster.